# 福岡市立西高宮小学校

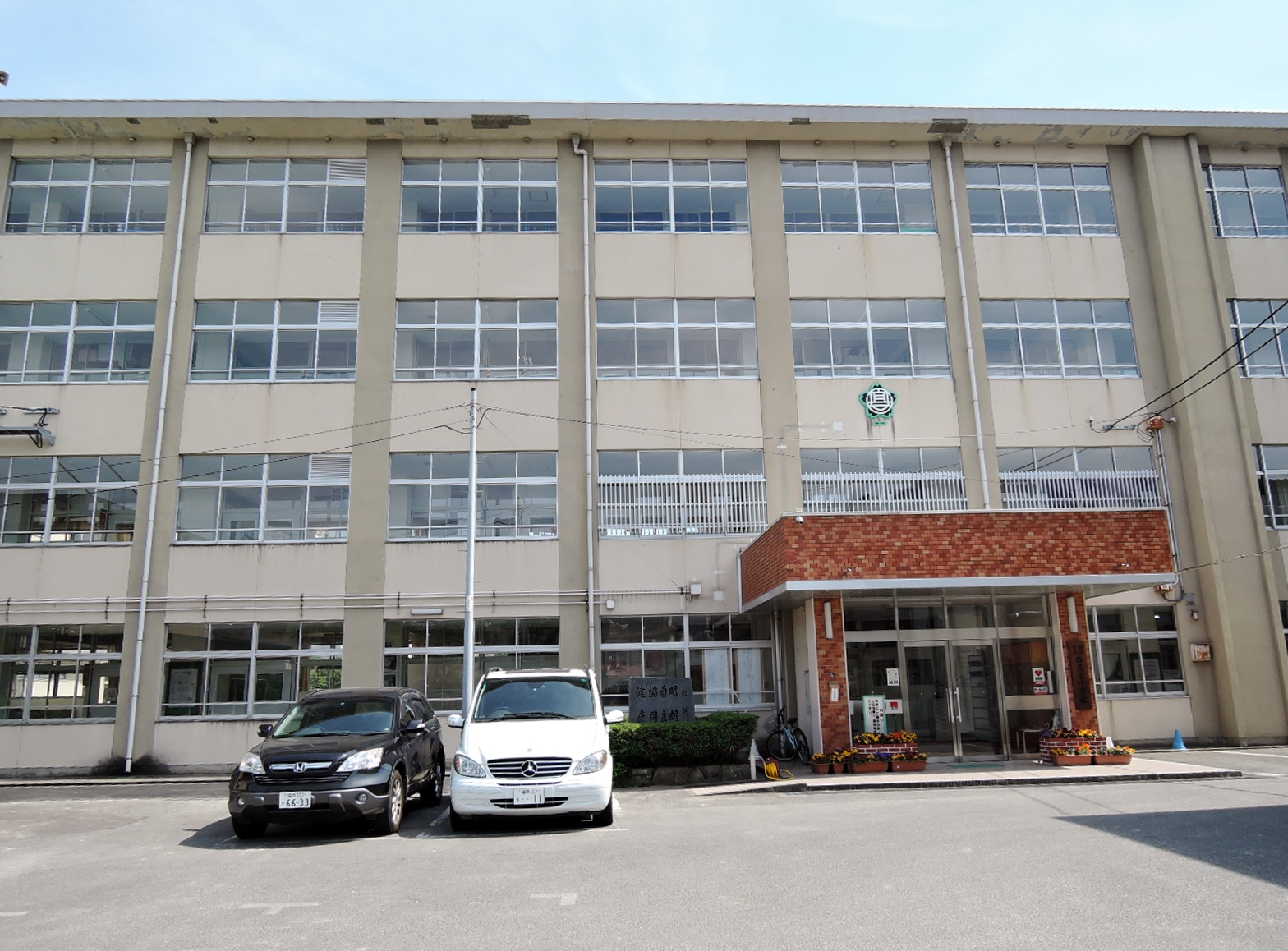
西高宮小 (2)

福岡市立西高宮小学校（ふくおかしりつ にしたかみやしょうがっこう）は、福岡県福岡市南区平和にある公立小学校。

## 概要
福岡市立高宮小学校の児童数増加を受け、児童数958名、学級数25の規模で、1952年（昭和27年）に独立移転し、開校した。
福岡市内でも有数のマンモス校であり、児童数は2016年現在1090名を超える。急激な児童増加により2012年頃からプレハブが立ち始めて校庭が狭くなったため、2015年から近隣の中学校（福岡市立高宮中学校）のグラウンドを借りて体育会を行っていたが、2019年に第2グラウンドが完成した後は小学校で開催している。

## 沿革
- 1952年 - 福岡市立高宮小学校から分離して開校
- 1960年 - 独立した図書館を新設
- 2011年 - 創立60周年を迎える
- 2019年 - 生徒数増加に伴う第2グラウンドが完成

- 2021年第2グラウンドにプレハブが完成

## 通学区域
- 市崎1丁目2丁目、平和1丁目2丁目、高宮1丁目〜4丁目5丁目1番〜4番[3]

## 進学先中学校
- 福岡市立高宮中学校

## 交通アクセス
- 西鉄天神大牟田線 西鉄平尾駅より徒歩7分
- 西鉄バス 西高宮小学校バス停より徒歩1分
- 西鉄バス 山荘通バス停より徒歩4分
- 西鉄バス 平和2丁目バス停より徒歩5分
- 西鉄バス 南山荘通バス停より徒歩6分

## 学校周辺
- 福岡市動植物園